# Reedijk (Hoeksche Waard)
Reedijk is een buurtschap in de gemeente Hoeksche Waard in de Nederlandse provincie Zuid-Holland. Het ligt 1,5 kilometer ten oosten van Oud-Beijerland.